# Théorème de modularité
Le théorème de modularité (auparavant appelé conjecture de Taniyama-Weil ou conjecture de Shimura-Taniyama-Weil ou conjecture de Shimura-Taniyama) énonce que, pour toute courbe elliptique sur ℚ, il existe une forme modulaire de poids 2 pour un sous-groupe de congruence (en) Γ0(N), ayant même fonction L que la courbe elliptique.
Une grande partie de ce résultat, suffisante pour en déduire le dernier théorème de Fermat, a été démontrée par Andrew Wiles. S'inspirant de ses techniques, Christophe Breuil, Brian Conrad, Fred Diamond et Richard Taylor ont traité les cas restants en 1999.
Ce théorème est un cas très particulier de conjectures énoncées par Robert Langlands reliant motifs et représentations automorphes.

## Énoncé
La (partie affine d'une) courbe elliptique E définie sur ℚ (le corps des nombres rationnels) est donnée par une équation du type :
où les coefficients sont des entiers. On peut choisir une telle équation minimale (c'est-à-dire que le discriminant est minimal).
Si p est un nombre premier, on peut réduire modulo p les coefficients de cette équation minimale définissant E ; pour toutes les valeurs de p, sauf un nombre fini, l'équation réduite définit une courbe elliptique sur le corps fini Fp. L'équation réduite a np solutions. On peut alors considérer la suite ap = p – np qui est un invariant important de la courbe elliptique E.

Par ailleurs, une forme modulaire donne aussi naissance à une suite de coefficients. Une courbe elliptique telle que la suite des ap est en accord avec celle obtenue à partir d'une forme modulaire est appelée modulaire. Le théorème de modularité prédit que :

## Son histoire
Une version faible fut énoncée par Yutaka Taniyama en septembre 1955, au cours d'une session de problèmes lors d'une conférence à Tokyo : il demanda s'il était possible de trouver une forme dont la transformée de Mellin donnerait la fonction L de Hasse-Weil de la courbe elliptique. Dans une série d'articles, Gorō Shimura construisit pour chaque forme modulaire dotée de bonnes propriétés (en particulier de poids 2 et à coefficients rationnels) une courbe elliptique adéquate, c'est-à-dire qu'il établit la moitié du dictionnaire entre « elliptique » et « modulaire ». Taniyama se suicida en 1958.
Cette conjecture fut reformulée par André Weil dans les années 1960, lorsqu'il montra que la modularité résulterait de propriétés simples sur les fonctions L de Hasse-Weil. Cette formulation rendit la conjecture plus convaincante et le nom de Weil lui fut longtemps associé, parfois de manière exclusive. Elle devint aussi une composante importante dans le programme de Langlands.
Dans les années 1960, Yves Hellegouarch avait étudié les propriétés de courbes elliptiques associées à des contre-exemples au dernier théorème de Fermat. Reprise dans les années 1980 par Gerhard Frey, cette idée permit à Ken Ribet de démontrer que la conjecture de Shimura-Taniyama-Weil pour ces courbes « de Hellegouarch-Frey » impliquait le dernier théorème de Fermat. En 1994, Andrew Wiles, avec l'aide de son ancien élève Richard Taylor, démontra un cas particulier de la conjecture (le cas des courbes elliptiques semi-stables), qui suffisait pour la preuve du dernier théorème de Fermat.
La conjecture complète fut finalement démontrée en 1999 par Breuil, Conrad, Diamond et Taylor en s'appuyant sur les idées de Wiles.
On peut en déduire un certain nombre de résultats dans la lignée du dernier théorème de Fermat. Par exemple : « aucun cube n'est la somme de deux puissances n-ièmes premières entre elles avec n ≥ 3 ».
En mars 1996, Wiles partagea le prix Wolf avec Robert Langlands. Bien qu'aucun des deux n'ait démontré la conjecture complète, il fut reconnu qu'ils avaient établi les résultats clés menant à sa démonstration.
La conjecture de modularité de Serre sur les représentations galoisiennes dans GL(2q), dont lui-même avait montré qu'elle entraînerait celle de Shimura-Taniyama-Weil et (directement) le dernier théorème de Fermat (ainsi que plusieurs variantes), a été démontrée en 2005 par Chandrashekhar Khare et Jean-Pierre Wintenberger en se fondant sur les travaux de Wiles. Ils démontrèrent le cas général en 2008.